# Pteroptyx similis
Pteroptyx similis is een keversoort uit de familie glimwormen (Lampyridae). De wetenschappelijke naam van de soort is voor het eerst geldig gepubliceerd in 2001 door Ballantyne.